# Rhododon ciliatus
Rhododon ciliatus — єдиний у своєму роді вид однорічних трав, що населяють Техас; зростають на відкритих, піщаних ділянках.

## Біоморфологічна характеристика
Листки майже сидячі, цілісні з краями довго війчастими. Суцвіття 1–4-квіткових щитків у пазухах приквіткових листків, які утворюють кінцевий складний зонтик. Чашечка часто пурпурового відтінку, 2-губа, 5-лопатева (3/2), частки видовжені, довго війчасті, трубка помітно ребриста, циліндрична, злегка вигнута. Віночок від бузкового до пурпурового, 2-губий, 5-лопатевий (2/3), задня губа плоска, передня довша і ширша, трубка вузько-циліндрична. Тичинок 2. Горішки еліпсоїдно-яйцеподібні, гладкі, блідо-коричневі, голі, слабо клейкі. 2n = 26.